# بازیافت تلفن همراه

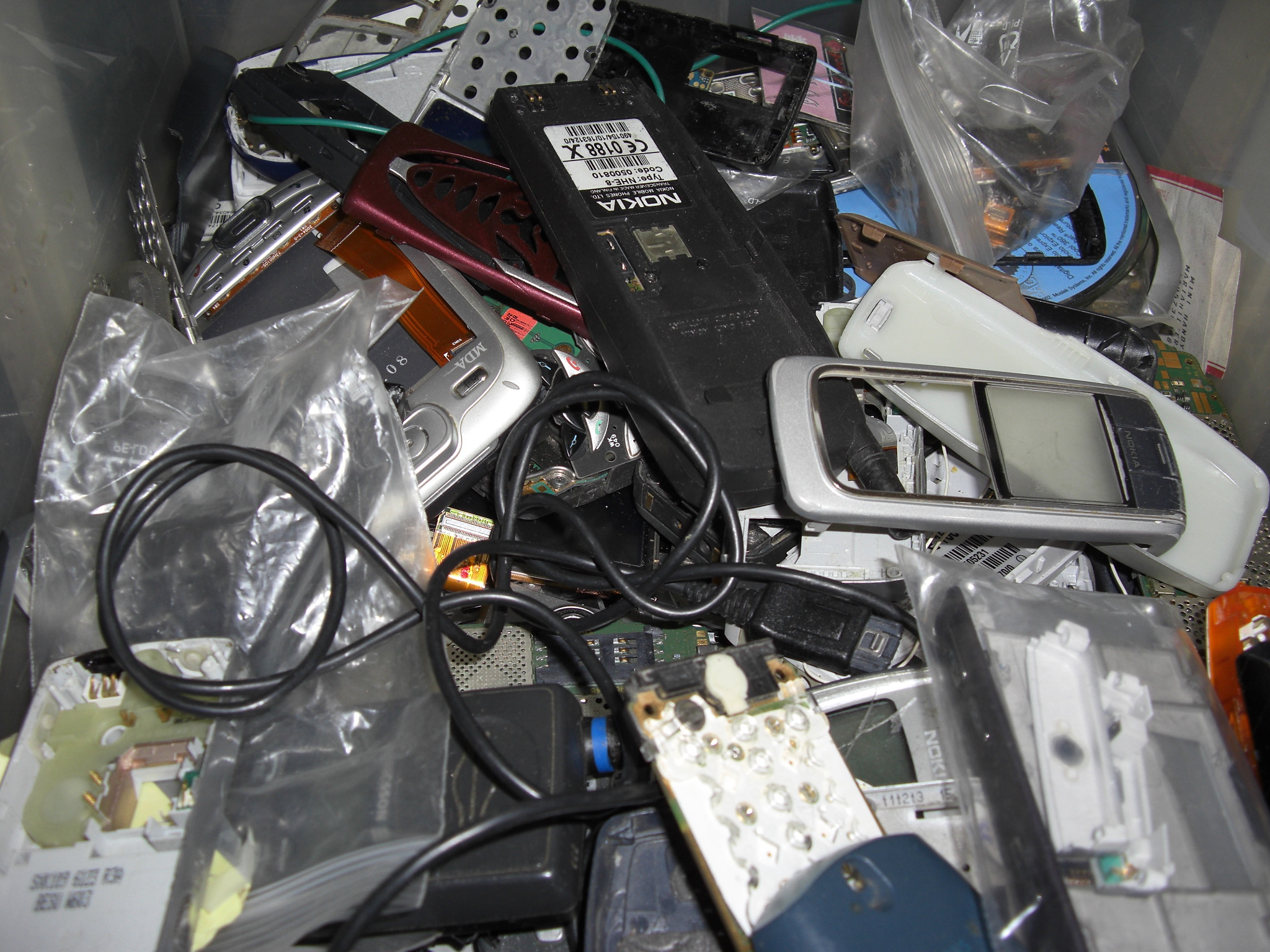
گوشی‌های موبایل اسقاطی.

بازیافت تلفن همراه به فرایند مدیریت پسماند این دستگاه‌ها به‌منظور بازیابی مواد به‌کاررفته در ساخت آن‌ها اطلاق می‌شود. تغییرات سریع فناوری، قیمت اولیه پایین و کهنگی عمدی محصولات، باعث ایجاد مازاد فزاینده‌ای شده است که سهم قابل‌توجهی در رشد زباله الکترونیکی در سراسر جهان دارد.

## بازیافت
بیشتر تلفن‌های همراه حاوی فلزات گران‌بها و پلاستیک‌هایی هستند که می‌توان آن‌ها را بازیافت کرد تا انرژی و منابعی که در غیر این صورت برای استخراج یا تولید لازم است، صرفه‌جویی شود. رها کردن این مواد در محل دفن زباله می‌تواند هوا را آلوده کرده و خاک و منابع آب آشامیدنی را آلوده سازد.
هر سال میلیون‌ها تلفن همراه به‌دلیل گرایش به فناوری‌های جدید دور ریخته می‌شوند ــ و همه این گوشی‌های دورریخته‌شده ممکن است تأثیر نامطلوبی بر محیط زیست داشته باشند. قراضه‌های الکترونیکی ۷۰٪ کل زباله‌های سمی موجود در محل‌های دفن زباله در ایالات متحده را تشکیل می‌دهد. بنا بر گزارش آژانس حفاظت محیط زیست ایالات متحده آمریکا (EPA)، در سال ۲۰۰۹ حدود ۴۲۰ میلیون تلفن همراه دور انداخته شد و تنها ۱۲ میلیون دستگاه از آن‌ها برای بازیافت جمع‌آوری گردید.
عمر مفید یک تلفن همراه برای کاربر متوسط تنها حدود ۲۴ ماه است. این امر بدان معناست که مدل‌های جدید دائماً برای جایگزینی مدل‌های قدیمی‌تر به بازار عرضه می‌شوند؛ نتیجه پیشرفت سریع فناوری در صنعت موبایل. مات پلویهار از شرکت اینتل می‌گوید این صنعت به‌سرعتی در حال تحول است که شاید با «سرعت قانون مور یا حتی سریع‌تر» برابری کند. بنابراین، مدل‌های جدید تلفن همراه پیوسته در اوج مصرف‌گرایی قرار می‌گیرند و مدل‌های قدیمی‌تر احتمالاً سر از محل‌های دفن زباله درمی‌آورند.

## ارزش بازیافت
تلفن‌های همراه پس از پایان استفاده اولیه نیز ارزشمند هستند. با این حال، ارزش اقتصادی آن‌ها برای بازیافت‌کنندگان اندک است و برای سودآوری نیازمند حجم بالای جمع‌آوری می‌باشد. ارزش اقتصادی تلفن‌های بازیافتی به دو دسته تقسیم می‌شود: دستگاه‌های بازسازی‌شده که دوباره به مصرف‌کنندگان نهایی فروخته می‌شوند و تلفن‌هایی که برای مصرف‌کنندگان خرده‌فروش ارزشی ندارند و به‌دلیل فلزات گران‌بهای موجود، بازیافت می‌گردند.
دانشگاه کالیفرنیا، سانتا باربارا در سال ۲۰۱۰ مطالعه‌ای با عنوان «اقتصاد بازاستفاده و بازیافت تلفن همراه» منتشر کرد که ارزش این دو رویکرد را نشان می‌دهد. بر پایه این مطالعه، در سال ۲۰۰۶ هزینه متوسط برای شرکت‌های بازسازنده تلفن همراه در آمریکا ــ از جمله ReCellular, PaceButler و RMS ــ معادل ۲٫۱۰ دلار بود، در حالی که درآمد متوسط حاصل از فروش همان گوشی‌ها ۱۷ دلار گزارش شد[۱]. از میان دو روش بازیافت، بازسازی (refurbishment) تلفن‌های همراه به‌مراتب سودآورتر از بازیافت قطعات داخلی آن‌ها است.
دانشگاه کالیفرنیا، سانتا باربارا، در سال ۲۰۱۰ مطالعه‌ای با عنوان «اقتصاد استفاده مجدد و بازیافت تلفن همراه» منتشر کرد که ارزش تلفن‌های همراه استفاده مجدد و بازیافت شده را بیان می‌کند. طبق این مطالعه، در سال ۲۰۰۶، میانگین هزینه برای شرکت‌های نوسازی تلفن همراه آمریکایی ری‌سلولار، پیس باتلر ۲٫۱۰ دلار و میانگین درآمد حاصل از این تلفن‌ها ۱۷ دلار بود. از بین دو روش بازیافت، بازسازی تلفن‌های همراه به‌طور قابل توجهی سودآورتر از بازیافت قطعات داخلی است.
- کامپیوتر و محیط زیست
- فیرفون
- زباله‌های الکترونیکی